# 坂元義種
坂元 義種（さかもと よしたね、1937年 - ）は、日本の歴史学者。専門は朝鮮古代史。

## 人物
1960年、新潟大学人文学部史学科卒業。1965年、大阪大学大学院文学研究科博士課程中退。京都府立大学助教授、京都府立大学教授、龍谷大学教授。2008年、龍谷大学名誉教授。
石井正敏は、「倭の五王研究に画期的な業績をあげた坂元氏」「緻密な文献考証、史料批判を宗とされる坂元氏」と評している。

## 著書
- 『百済史の研究』（塙書房） 1978.1　ISBN 4827310769
- 『古代東アジアの日本と朝鮮』(吉川弘文館） 1978.12
- 『倭の五王 - 空白の五世紀』（ニュートンプレス） 1981.1　ISBN 4315401455